# Graaf van Monpezat
Graaf van Monpezat (Deens: Greve af Monpezat) in vrouwelijke vorm Gravin van Monpezat (Deens: Grevinde af Monpezat) is een Deense erfelijke adellijke graventitel. Het werd op 30 april 2008 door koningin Margrethe II gecreëerd en toegekend aan haar twee zonen, kroonprins Frederik (de huidige koning) en prins Joachim, en hun kinderen. De titel is gebaseerd op de Franse titel "Comte de Laborde de Monpezat" die werd gebruikt door prins-gemaal Henri. 

Wapen van kroonprins Frederik.

Wapen van prins Joachim.

## Geschiedenis

### Als Franse titel
De familie Laborde de Monpezat noemde zichzelf sinds laat in de negentiende eeuw "comte de Laborde de Monpezat" (Nederlands: graaf van Laborde van Monpezat). Het recht op het gebruik van die graventitel wordt betwist; De Encyclopédie de la fausse noblesse et de la noblesse d'apparence (Nederlands: Encyclopedie van valse en  ogenschijnlijke adel) stelt dat de voorvader van prins-gemaal Henrik, Jean Laborde, in 1655 een patent op koninklijke brieven ontving, op voorwaarde dat hij als edelman werd ontvangen in de landgoederen van de provincie Béarn waar zijn land zich bevond. Maar aan deze voorwaarde werd nooit voldaan, aangezien de Staten de petities van Laborde in 1703 en opnieuw in 1707 weigerden. De achternaam van de familie was "Monpezat" tegen de tijd van de Franse Revolutie, zonder titel, tot 14 juli 1860, toen het bij keizerlijk decreet werd veranderd in "de Laborde-Monpezat", en op 19 mei 1861 juridisch opnieuw werd gewijzigd in "de Laborde de Monpezat".
Hoewel de graventitel door de familie werd gebruikt alsof het een beleefdheidstitel was, accepteerden het koninklijk hof en de Franse samenleving traditioneel dergelijke titels wanneer ze werden gebruikt door echt adellijke families. Voor zijn huwelijk met koningin Margrethe II van Denemarken gebruikte prins Henrik ook deze Franse graventitel.

### Deense titel
In 2008 werd de titel Graaf van Monpezat (Deens: greve af Monpezat) door koningin Margrethe II gecreëerd en aan haar en prins-gemaal Henrik’s twee zonen verleend, dit als een echte Deense adellijke titel en erfelijk voor alle legitieme nakomelingen in mannelijke lijn. Daarmee werden ook hun kinderen graaf of gravin van Monpezat. Volgens historicus Jon Bloch Skipper had de in 2008 toegekende titel geen verband met de oorspronkelijke Franse adellijke titel, maar was het een verwijzing naar Prins Henrik en zijn Franse afkomst.
Op 28 september 2022 besloot Margrethe II dat de kinderen van haar zoon Joachim per 1 januari 2023 hun titel van prins en prinsen zouden kwijtraken en enkel nog als graaf of gravin door het leven gaan.

### Erfelijkheid
De vrouw van een graaf heeft het recht om gravin als beleefdheidstitel te gebruiken, maar een vrouw kan de titel niet aan haar echtgenoot doorgeven of de status van haar echtgenoot verheffen. Omdat de titel alleen via de mannelijke lijn mag worden doorgegeven aan zijn kinderen, erven de kinderen van een gravin van Monpezat de titel niet, maar die kinderen krijgen als beleefdheidstitel de titel greve (voor zonen) of komtesse (voor ongehuwde dochters).

## Graaf/Gravin van Monpezat (2008–)
- Koning Frederik X, Graaf (2008–)
- Koningin Mary, Gravin (2008–)
  - Kroonprins Christian, Graaf (2008–)
  - Prinses Isabella, Gravin (2008–)
  - Prins Vincent, Graaf (2011–)
  - Prinses Josephine, Gravin (2011–)
- Prins Joachim, Graaf (2008–)
- Prinses Marie, Gravin (2008–)
  - Graaf Nikolai, (2008–)
  - Graaf Felix, (2008–)
  - Graaf Henrik, (2009–)
  - Gravin Athena, (2012–)